# 당동도서관
당동도서관은 경기도 군포시 소재의 도서관이다.

## 연혁
- 1993년 12월 29일 개관.
- 2000년 1월 군포시립도서관과 네트워크 연결.
- 2003년 11월 1일 분관에서 당동도서관으로 명칭 변경.

## 시설 현황
- 옥상: 옥상휴게공간
- 4층: 열람실, 노트북실
- 3층: 디지털자료실, 영상관, 도서정리실, 사무실
- 2층: 종합자료실
- 1층: 어린이실, 문화교실, 안내실
- 지하1층: 식당, 휴게실

## 이용 안내
이용 시간
| 구분                    | 월요일        | 화~금요일     | 토요일        | 일요일        |
| ----------------------- | ------------- | ------------- | ------------- | ------------- |
| 종합자료실              | 휴실          | 09:00 ~ 22:00 | 09:00 ~ 18:00 | 09:00 ~ 18:00 |
| 주부아동실 디지털자료실 | 휴실          | 09:00 ~ 18:00 | 09:00 ~ 18:00 | 09:00 ~ 18:00 |
| 영상과학체험관          | 휴실          | 09:00 ~ 18:00 | 09:00 ~ 18:00 | 휴실          |
| 열람실                  | 09:00 ~ 18:00 | 07:00 ~ 24:00 | 07:00 ~ 24:00 | 07:00 ~ 24:00 |

휴관일
- 1월 1일, 설 연휴, 추석 연휴